# Xã Davidson, Quận Sullivan, Pennsylvania
Xã Davidson (tiếng Anh: Davidson Township) là một xã thuộc quận Sullivan, tiểu bang Pennsylvania, Hoa Kỳ. Năm 2010, dân số của xã này là 573 người.